# Walras-Gesetz

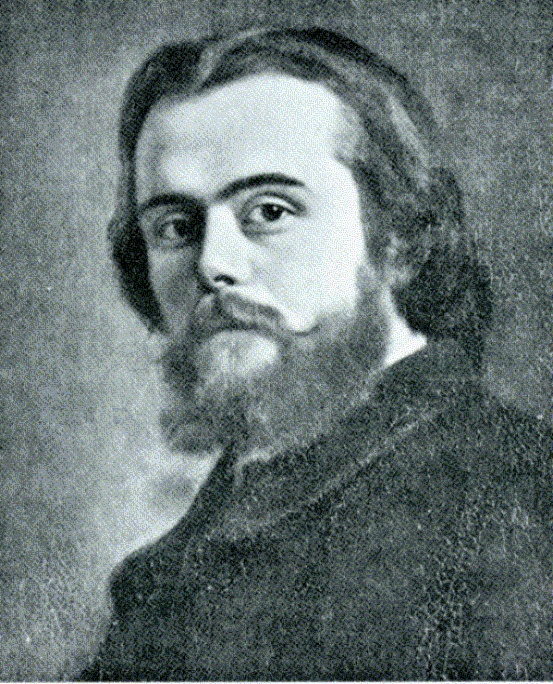
Léon Walras

Das Walras-Gesetz ist der vom französischen Ökonomen Léon Walras im Jahre 1898 entwickelte volkswirtschaftliche Lehrsatz, dass in einem allgemeinen Gleichgewichtsmodell die Summe der bewerteten Nachfrageüberhänge stets gleich Null ist.

## Allgemeines
Außerhalb der Rechtswissenschaft (formales Gesetz) spricht man in den Wissenschaften von einem Gesetz, wenn aus einer Theorie orts- und zeitunabhängig allgemeingültige Aussagen abgeleitet werden, die weltweit gelten. Naturgesetze sind in der Naturwissenschaft dagegen ausnahmslos geltende Regeln für den Ablauf des Geschehens. Das Walras-Gesetz beruht auf Beobachtungen, die durch Induktion verallgemeinert wurden. Das Gesetz von Walras ist immer gültig. Es bezieht sich zwar lediglich auf die Tauschwirtschaft, kann jedoch auch auf die Produktionswirtschaft übertragen werden.  

## Darstellung und Beweis
Es seien {\displaystyle i=1...n} ein Güterindex und {\displaystyle P_{i}}, {\displaystyle D_{i}} und {\displaystyle S_{i}} der Preis, die Güternachfrage bzw. das Güterangebot auf dem i-{\displaystyle ten} Markt. Bezeichnet man die jeweilige Überschussnachfrage mit {\displaystyle D_{i}-S_{i}}, lässt sich das Gesetz von Walras wie folgt formulieren:
{\displaystyle \sum _{i=1}^{n}P_{i}\cdot (D_{i}-S_{i})=0.}.
Mit {\displaystyle h=1...H} als Index für die Privathaushalte und {\displaystyle d_{i}^{h}} und {\displaystyle s_{i}^{h}} als Nachfrage bzw. Angebot des Haushalts {\displaystyle h} auf dem {\displaystyle i-ten} Gütermarkt lautet die Budgetbeschränkung eines Haushalts:
{\displaystyle \sum _{i=1}^{n}P_{i}\cdot (d_{i}^{h}-s_{i}^{h})=0.}.
Durch Addition über alle Haushalte erhält man
{\displaystyle \sum _{h=1}^{H}\sum _{i=1}^{n}P_{i}\cdot (d_{i}^{h}-s_{i}^{h})=\sum _{i=1}^{n}\sum _{h=1}^{H}P_{i}\cdot (d_{i}^{h}-s_{i}^{h})=0.}.
Wegen der Definitionen {\displaystyle D_{i}=\sum _{h=1}^{H}d_{i}^{h}} und {\displaystyle S_{i}=\sum _{h=1}^{H}s_{i}^{h}} entspricht die letzte Gleichung der Eingangsbehauptung.

## Intuitive Erklärung
Wenn die bewertete Überschussnachfrage für jeden einzelnen Haushalt verschwindet, weil jeder Haushalt an seine Budgetbeschränkung gebunden ist, dann muss offenbar auch die Summe der Überschussnachfragen verschwinden.

## Bedeutung
Das Walras-Gesetz vereinfacht die Theoriebildung, weil es die Herausnahme eines der {\displaystyle n} Märkte erlaubt: Befinden sich die übrigen Märkte im Gleichgewicht, dann auch der herausgenommene. Das Walras-Gesetz geht davon aus, dass alles Geld, was ausgegeben wird (Konsumausgaben des Privathaushalts), woanders wieder eingenommen wird (Umsatzerlöse von Unternehmen). Falls sich ein Markt im Marktgleichgewicht befindet (beispielsweise der Gütermarkt), ist es auch ein anderer Markt (etwa der Arbeitsmarkt).

## Ergänzungen
Der obige Beweis bezieht sich auf eine Tauschwirtschaft, kann aber ohne weiteres auf Produktionswirtschaften verallgemeinert werden. Wichtig ist, dass das Gesetz von Walras gerade kein Gleichgewicht auf den einzelnen Märkten voraussetzt, sondern auch im Ungleichgewicht gilt. Besteht auf jedem einzelnen Markt ein Gleichgewicht, was in der Realität sicher nicht vorkommt, ist die Aussage trivial, weil eine Summe von Nullen Null ergibt.